# Saint-Dié-des-Vosges

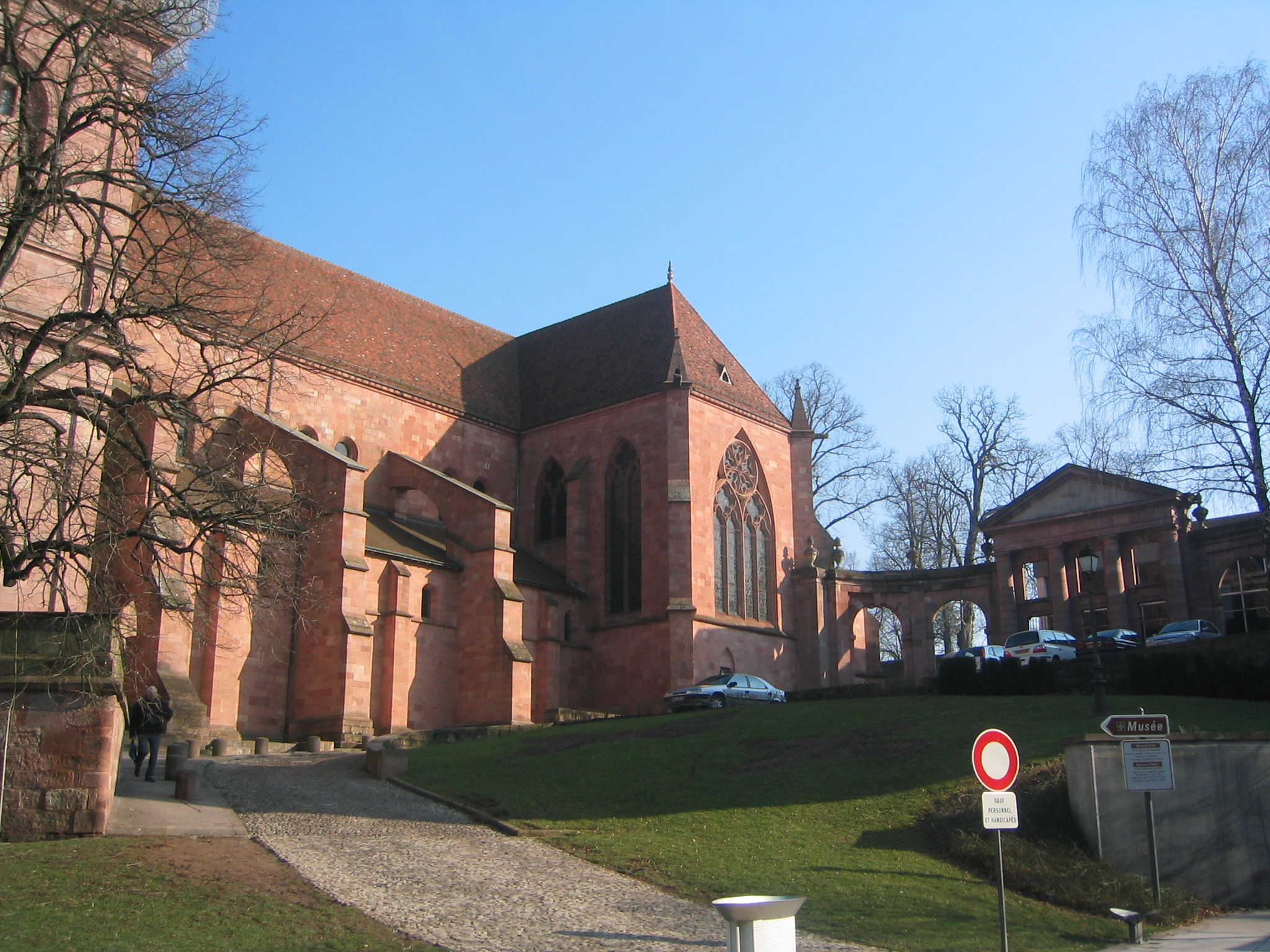
Catedral y museo

Saint-Dié-des-Vosges es una localidad del nordeste de Francia, situada en el departamento de Vosgos, en la región administrativa Gran Este.

## Demografía
| 5 111 | 5 346 | 6 251 | 6 823 | 8 336 | 7 906 | 8 782 | abs. | 9 006 | 9 554 | 10 472 | 12 317 | 14 511 | 15 342 | 17 145 | 18 136 | 21 396 | 21 481 | 22 136 | 23 108 | 20 315 | 19 389 | 19 695 | 20 315 | 15 637 | 20 952 | 23 108 | 25 117 | 25 423 | 23 759 | 22 635 | 22 569 | 21 882 |
| Para los censos de 1962 a 1999 la población legal corresponde a la población sin duplicidades (Fuente: INSEE [Consultar]) |       |       |       |       |       |       |      |       |       |        |        |        |        |        |        |        |        |        |        |        |        |        |        |        |        |        |        |        |        |        |        |        |

## Saint-Dié-des-Vosges, "madrina de América"
En 1507 el cartógrafo alemán Martin Waldseemüller y un grupo de eruditos de Saint-Dié escribieron un pequeño volumen en latín, Cosmographiae Introductio, haciendo referencia a los cuatro viajes de Amerigo Vespucci. Publicaron también un mapa monumental, la Universalis Cosmographia, el primer mapamundi en que aparece escrito el nombre de América.

## Información turística
Saint-Dié-des-Vosges tiene lugares muy interesantes para visitar, como la catedral, el claustro gótico, la iglesia de San Martín, la fábrica Claude et Duval del arquitecto Le Corbusier, la Torre de la Libertad o el castellum céltico de la Bure.

## Sucesos
En Saint-Dié des Vosges tiene lugar cada año el Festival Internacional de la Geografía.

## Enseñanza superior

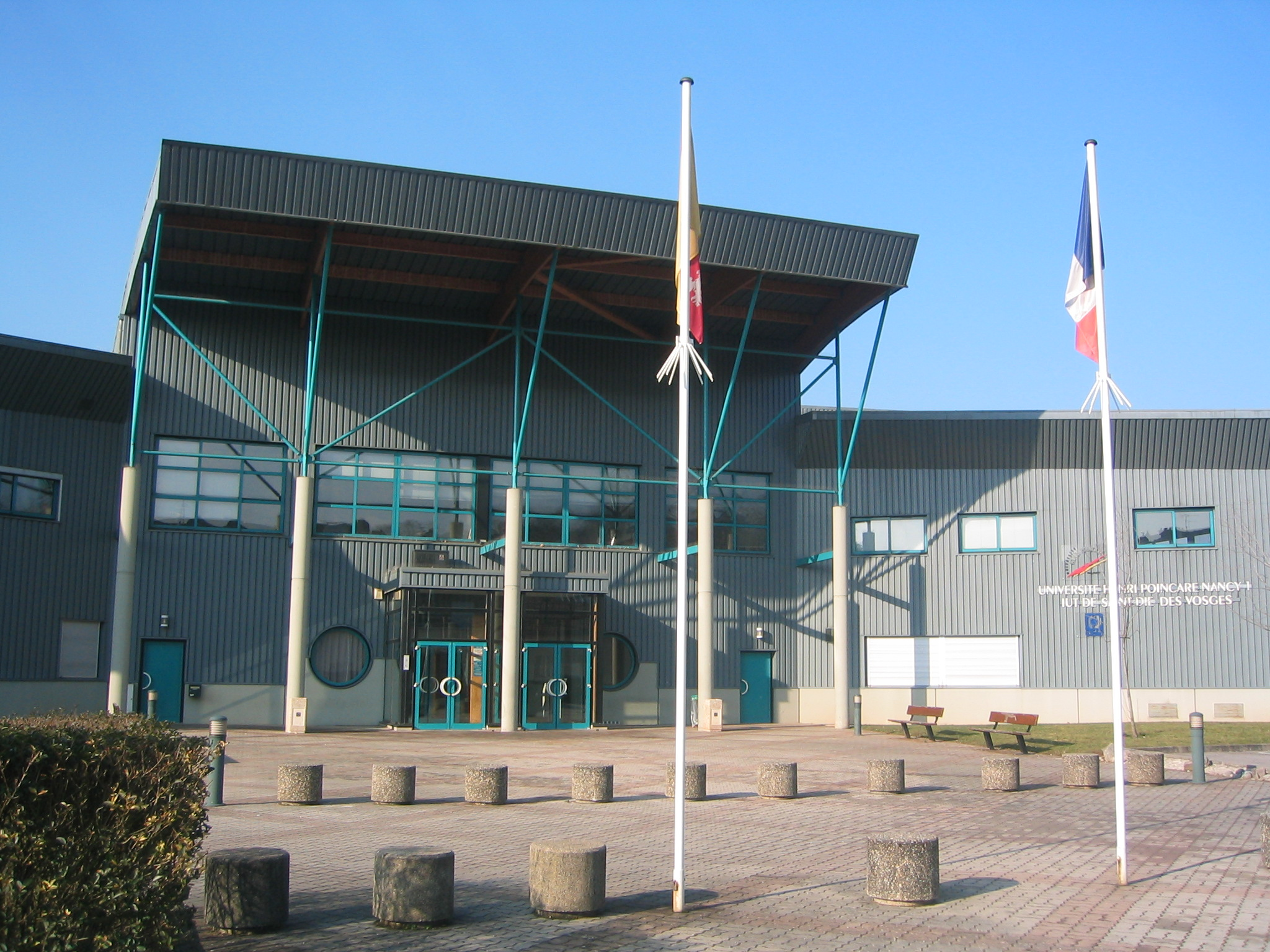
Instituto universitario de tecnología.

Creado en 1993, el Instituto universitario de tecnología (fr. Institut universitaire de technologie) es un establecimiento de enseñanza superior que forma parte de la Universidad Henri Poincaré de Nancy 1.
El instituto otorga diplomas en el campo de las nuevas tecnologías de información y comunicación (TIC).

## Hijos de la ciudad
En Saint-Dié-des-Vosges nacieron personajes célebres, como Jean-Baptiste Jacques Augustin, pintor miniaturista del siglo XVIII-XIX, Jules Ferry (1832-1893), abogado y hombre político, o Yvan Goll, poeta del siglo XX.

## Ciudades hermanadas
Saint-Dié-des-Vosges está hermanada con las siguientes ciudades:
- Arlon (Bélgica)
- Cattolica (Italia)
- Crikvenica (Croacia)
- Friedrichshafen (Alemania)
- Lowell (Estados Unidos)
- Meckhe (Senegal)
- Ville de Lorraine (Canadá)
- Zakopane (Polonia)